# Momčilo Bajagić Bajaga
Momčilo Bajagić - Bajaga, srbski glasbenik, * 19. februar 1960, Bjelovar.
Najbolj je znan kot vodja glasbene skupine Bajaga i Instruktori ter tudi kot nekdanji član srbske-rock glasbene skupine Riblja Čorba.

## Biografija
Glasbeno kariero je začel leta 1974 kot pevec zasedbe TNT. Leta 1978 je bil povabljen v Ribljo Čorbo in tam kot kitarist deloval do leta 1984. S skupino je izdal šest albumov in bil soavtor nekaterih njihovih hitov, npr. »Dva dinara, druže«, »Nemoj srećo, nemoj danas«, »Evo ti za taxi«, »Dobro jutro«, itd.
Od leta 1984 je vodja zasedbe Bajaga i Instruktori, ene najuspešnejših rock skupin nekdanje Jugoslavije in srbske rock scene. Skupina je doslej posnela sedem albumov: Pozitivna geografija (1984), Sa druge strane jastuka (1985), Jahači magle (1986), Prodavnica tajni (1988), Muzika na struju (1993), Od bižuterije do ćilibara (1997), Zmaj od Noćaja (2000) in Šou počinje u ponoć (2005).
Momčilo Bajagič - Bajaga je izdal tudi dva solo albuma, in sicer Ni na nebu ni na zemlji (1994) ter Profesionalac - Muzika iz filma (2003).